# 聴濤克巳
聴濤 克巳（きくなみ かつみ、1904年（明治37年）1月11日 - 1965年（昭和40年）8月30日）は日本のジャーナリスト、労働運動家。息子は元参議院議員の聴濤弘。

## 生涯
香川県生まれ。関西学院大学卒業後、朝日新聞社に入社。朝日新聞記者として論説委員などを歴任。戦後の1945年に日本共産党入党。朝日新聞労働組合委員長（初代）にも就任した。1946年には全日本新聞通信労働組合委員長（初代）と全日本産業別労働組合会議（産別会議）議長（初代）に就任した。
二・一ゼネストでは伊井弥四郎とともに最高責任者の1人になったが、1947年1月20日に右翼団体・新鋭大衆党による襲撃を受け全治1ヶ月の重傷を負った。
1949年の第24回衆議院議員総選挙で日本共産党から衆議院議員に当選するが、翌1950年のレッドパージによる公職追放を受け失職。中国に渡航して北京機関のメンバーとなり、自由日本放送の業務にも従事した。その後日本共産党代表としてヨーロッパで活動をおこなった。1958年に帰国し、アカハタ編集局長、党幹部会員および書記局員を務めた。
1964年の春闘で公共企業体等労働組合協議会（公労協）の4.17ゼネストを「挑発行為」と非難したため、指導責任を問われて自己批判し、中央委員に降格された。

## 著書
- 『労働組合論』ナウカ講座 ナウカ社, 1948